# 缪蒂生
缪蒂生（1956年5月—），男，汉族，江苏省如东县人，中华人民共和国司法官员。2013年，被选为第十二届全国人民代表大会辽宁地区代表。
有南京师范大学法学理论专业研究生学历、法学博士学位。

## 生平
1973年6月，缪蒂生做为知青下鄉到如东县新林公社。1975年9月至1978年7月，在上海外国语学院英语系学习。1981年6月后，任江苏省高级人民法院经济审判庭审判员、执行庭副庭长、审判委员会委员、经济审判庭庭长、办公室主任。1996年6月，任江苏省高级人民法院党组成员、办公室主任。1998年8月，任江苏省高级人民法院副院长、党组成员。
2003年4月，缪蒂生任中共江苏省委政法委员会副书记兼省社会治安综合治理委员会办公室主任（正厅级）。2008年3月，任江苏省司法厅厅长、党委书记兼省监狱管理局第一政委。2013年1月，任辽宁省高级人民法院院长、党组书记。